# Network 10
Network 10 es un canal de televisión de Australia, propiedad de Ten Network Holdings, filial de Paramount Skydance Corporation. La red nació en 1964, cuenta con emisoras propias y afiliadas para hacer llegar su señal por el territorio nacional, y es la tercera en audiencias del país.

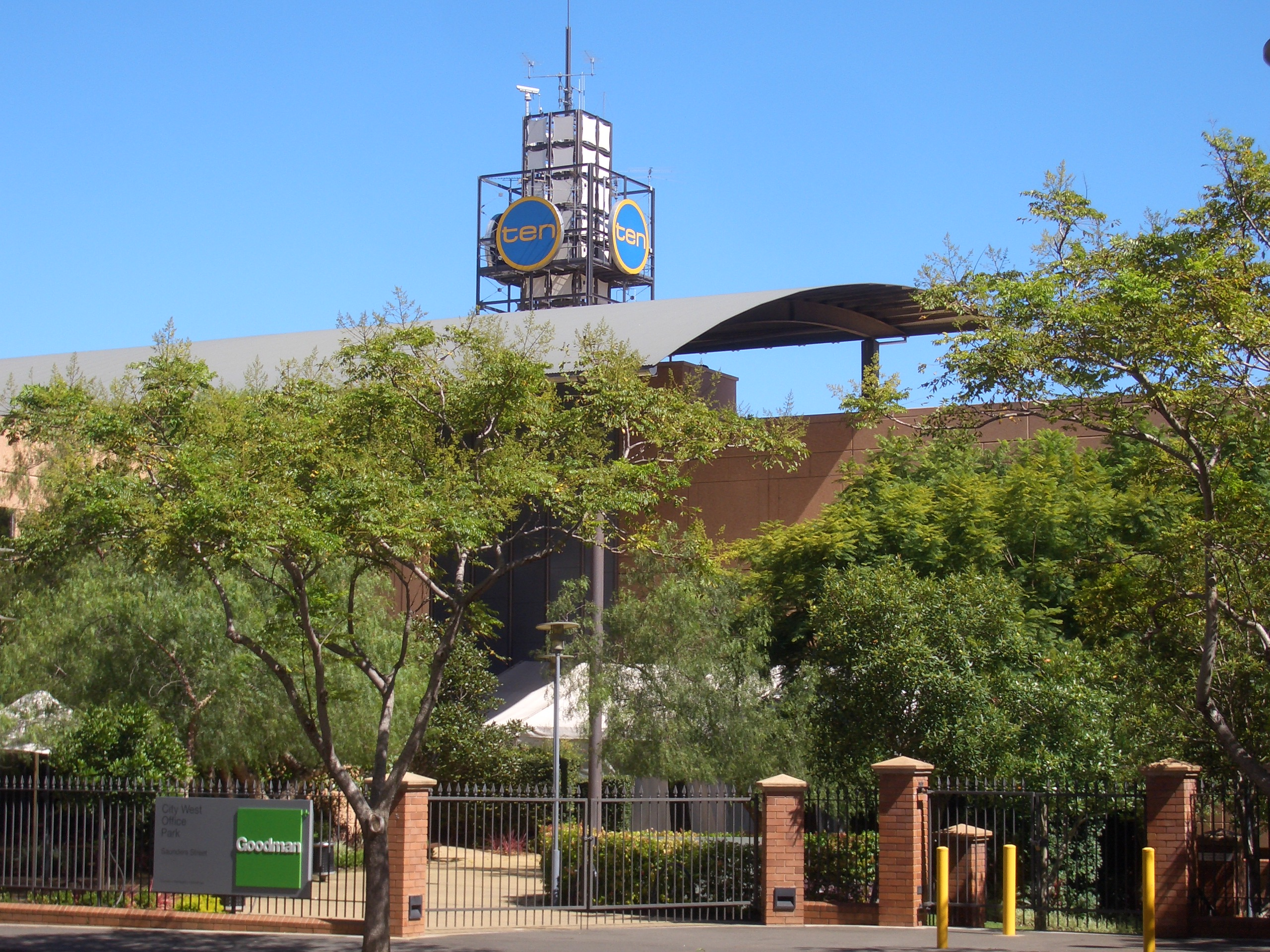
Sede de Network Ten en Sídney.

## Historia
Desde 1956 hasta mediados de los años 1960, existían dos redes de televisión privada en Australia: Nine Network y Seven Network. El Gobierno federal australiano decidió otorgar una tercera licencia privada en cada una de las cinco ciudades más importantes del país, con la intención de aumentar la producción nacional y los espacios de contenido local, así como aumentar la oferta de canales.
El 1 de agosto de 1964 la primera de esas cinco cadenas propias, ATV-0 de Melbourne, comenzó sus emisiones regulares bajo la propiedad del grupo Ansett. El canal de Sídney, TEN-10, hizo lo propio el 5 de abril de 1965 controlado por United Telecasters Sídney, y las emisoras de Brisbane y Adelaida iniciaron transmisiones al poco tiempo. Ese mismo año comenzaría a funcionar la red nacional entre esas cadenas. Cuando fue creada se llamó Independent Television System, y en 1970 pasó a conocerse como 0-10 Network.
Durante sus primeros años 0-10 estaba eclipsada por Nine y Seven, lo cual provocó que la red tuviera dificultades económicas para continuar adelante a comienzos de 1970. Pero la situación cambió en 1972, cuando la red logra su primer éxito de audiencias con una producción local, la novela Number 96. Su popularidad atrajo a los anunciantes, y en 1972 la emisora multiplicó por diez sus beneficios. Poco a poco la red consiguió asentarse en el panorama televisivo nacional, y con su expansión a través de emisoras afiliadas logró situarse en tercera posición por delante de la pública Australian Broadcasting Corporation. Durante esos años también la llegada al canal de Rupert Murdoch a través del control de las emisoras propias de Sídney y Melbourne, que termina vendiendo a Northern Star en 1985.
A partir de 1980 las cadenas propias pasan a unificar su imagen como Network Ten, cuando ATV-0 Melbourne pasa a ser ATV-10, y esta operación no concluye hasta 1988. Por otra parte, la quinta emisora propia de Perth comienza a emitir en ese año debido a la llegada del satélite, que ayudó a transportar la señal a la zona occidental.
La cadena sufriría un revés cuando la propietaria Northern Star quebró. Por ello, la red fue vendida en 1989 a un consorcio liderado por Charles Curran y Steve Cosser, que realizaron una serie de cambios en el canal. Tras un descenso de espectadores, se decidió remodelar por completo toda la red; el nombre comercial pasaría a ser el de 10 TV Australia, y se incluyeron nuevos programas en todas las franjas horarias. A finales de año, las audiencias cayeron y la mayoría de espacios fueron cancelados, por lo que se recuperó la denominación anterior.
Durante los años 1990, Network Ten se expande por todo el territorio a través de las cadenas afiliadas, y en 1992 los propietarios venden las estaciones propias al grupo CanWest. En 2004 se confirmó la recuperación completa de Ten, cuando superó en la segunda posición de las audiencias a Seven Network. En 2007 lanza su canal en alta definición, Ten HD, que desaparece en 2009 para ser sustituido por One HD, un canal de entretenimiento. Ese mismo año, Canwest vendió sus títulos en el canal a distintos accionistas.

## Programación
Network Ten cuenta con una programación basada en la producción propia y emisión de series internacionales. En el plano extranjero, Ten cuenta con un acuerdo de colaboración con 20th Century Fox y CBS, que incluye también su división de noticias. Entre los programas más exitosos destacan Los Simpson, Futurama, House, H2O Just Add Water, Dexter entre otros. En cuanto a producción nacional, su serie más conocida internacionalmente es Neighbours, que lanzó a la fama a celebridades como Kylie Minogue, Natalie Imbruglia, Holly Valance o Jason Donovan entre otros. También destaca por haber rodado las dos primeras temporadas de Heartbreak High, conocida en España como Los Rompecorazones.
Su servicio nacional de noticias es Ten News, que funciona desde los años 1980 como Eyewitness News y que después adoptó la denominación original. Al contar con los derechos de la CBS en el país, la red emite también programas informativos y reportajes procedentes de la división de noticias de la cadena estadounidense.
Ten también ha apostado por la programación deportiva, especialmente desde la década de 2000. En 2002 la cadena adquirió los derechos de emisión de la Australian Football League, y actualmente continúa emitiendo partidos aunque compartiendo los derechos con Seven. Ten es también la cadena que emite la Fórmula 1 en el país, y cuenta con una cadena en alta definición llamada One, que se dedica íntegramente a la emisión de deportes.

## Disponibilidad
Network Ten emite en analógico, televisión digital terrestre y 1080i. El canal tiene señales propias en Sídney (TEN-10), Melbourne (ATV-10), Brisbane (TVQ-10), Adelaida (ADS-10) y Perth (NEW-10). También cuenta con diversas señales afiliadas, que le otorgan cobertura en casi todo el territorio nacional. Entre ellas están WIN Television, Southern Cross, y otras emisoras menores.